# Ducula mindorensis
Il piccione imperiale di Mindoro (Ducula mindorensis J. Whitehead, 1896) è un uccello della famiglia dei Columbidi diffuso nelle Filippine.